# Philip S. Corbet
Pour les articles homonymes, voir Corbet.
Philip S. Corbet, né le 21 mai 1929 à Kuala Lumpur et mort le 13 février 2008 à Truro en Nouvelle-Écosse, est un entomologiste britannique. Il fut reconnu ses travaux sur les insectes aquatiques et surtout pour son travail remarquable sur l'ordre des Odonates. Il a été également un fervent défenseur de la lutte biologique en agriculture.

## Biographie

### Éducation
Sa famille étant d'origine britannique, il naît à Kuala Lumpur en Malaisie où son père, Alexandre Steven Corbet, travaillait en tant que microbiologiste au Rubber Research Institute.
Il grandit dans une famille particulièrement intéressée aux sciences naturelles. Entre 1940 à 1945, Corbet fréquente le collège Nelson pour garçons en Nouvelle-Zélande et il complète sa scolarité à l'école Dauntsey de Wiltshire. Il est admis en zoologie à l'université de Reading en Angleterre. Il y sera premier de classe et y obtiendra le prix Colin Morley en zoologie. En 1953, il poursuit ses études au doctorat en zoologie à l'université de Cambridge. Il choisira « l'écologie saisonnière des libellules » comme sujet de recherche.

### Carrière
Entre 1954 et 1962, Corbet est employé comme entomologiste par la Haute Commission d'Afrique de l'Est en Ouganda pour étudier la composition des chaînes alimentaires et pour se spécialiser dans l'écologie et la biologie des moustiques. Il dirige une équipe terrain et détecte les insectes vecteurs de fièvre O'nyong-Nyong en Ouganda et au Kenya.
En 1962, il accepte un poste dans le domaine de la recherche au Canada. Il dirige une équipe et plusieurs travaux sur les insectes aquatiques. Il a d'ailleurs travaillé à la suppression des moustiques à proximité du fleuve Saint-Laurent. Ceux-ci menaçaient la popularité de l'exposition universelle de 1967 à Montréal.
Par la suite, il devient directeur de l'institut de recherche d'agriculture Canada à Belleville, en Ontario. Dans les années qui suivent, il travaillera également sur de nombreux dossiers dans le domaine de la santé publique, dans la lutte parasitaire, dans l'énergie nucléaire et dans la conservation de la nature et de l'environnement.
Corbet est témoin de l'impact écologique des hommes sur les écosystèmes naturels. Ses priorités personnelles changent et il devient un fervent défenseur de l'environnement. En 1971, il écrit une lettre ouverte au Premier ministre canadien, signée par 25 biologistes d'expérience pour demander un changement dans les politiques existantes. Un acte qui n'aura su générer aucune réponse de la part du gouvernement.
À partir de 1971, il entame une série de rencontres professionnelles, d'abord à l'université de Waterloo, en Ontario, et ensuite, en Nouvelle-Zélande, à l'université de Canterbury et au Collège agricole de Lincoln. Son objectif était de mettre en place des cours de maîtrise sur deux ans dans le domaine de la gestion des ressources naturelles. La création de ce programme a permis de former plusieurs diplômés. Pendant la mise en place de ce projet, il accepte un poste de direction du centre des sciences de l'environnement à l'Université de Canterbury mais le quittera peu de temps après. L'aspect scientifique lui manque et il démissionne de la présidence de la faculté de zoologie de l'université.
Étant particulièrement intéressé à l'ordre des odonates, il participe à la réalisation du troisième et dernier volume The Odonata of Canada and Alaska de Edmund M. Walker. En 1975, cet ouvrage de référence en odonatologie canadienne est publié.
En 1978, il retourne en Europe. Il accepte la présidence de la fondation de zoologie de l'Université de Dundee. Il y présidera de 1983 à 1986. Pendant ce temps, il sert sur le comité du conseil de la Conservation de la Nature d'Écosse (Nature Conservancy council's Scotland). En 1983, il est élu comme premier président de la Société britannique sur les odonates, The British Dragonfly Society.
En 1990, il démissionne de l'administration de l'université et il se met à travailler sur l'entomologie à l'université d'Édimbourg, où il sera nommé professeur honorifique en 1996. Durant la même année, il se retire pour travailler à l'écriture de son livre. Il siégera également sur le conseil de la Wildlife Trust Cornwall.
Les universités de Reading, Cambridge, Édimbourg et Dundee lui attribueront des doctorats honorifiques pour ses travaux sur les libellules et les moustiques. En 1987, il est élu membre honoraire de la Royal Society of Edinburgh et en 2002, il se voit décerner la médaille Neill.

### Réalisations et découvertes scientifiques

#### Odonates
Le groupe des odonates était d'un grand intérêt pour Corbet. Au cours de sa carrière, il réalisera de nombreuses recherches sur ceux-ci, principalement en Angleterre, en Afrique tropicale, au Canada et en Nouvelle-Zélande. Il écrira également des livres qui permettront de vulgariser et de populariser ce taxon. Ces ouvrages sont devenus des classiques de la littérature entomologie. Aux yeux de la communauté scientifique, Corbet était considéré comme l'un des plus grands odonatologues de sa génération.

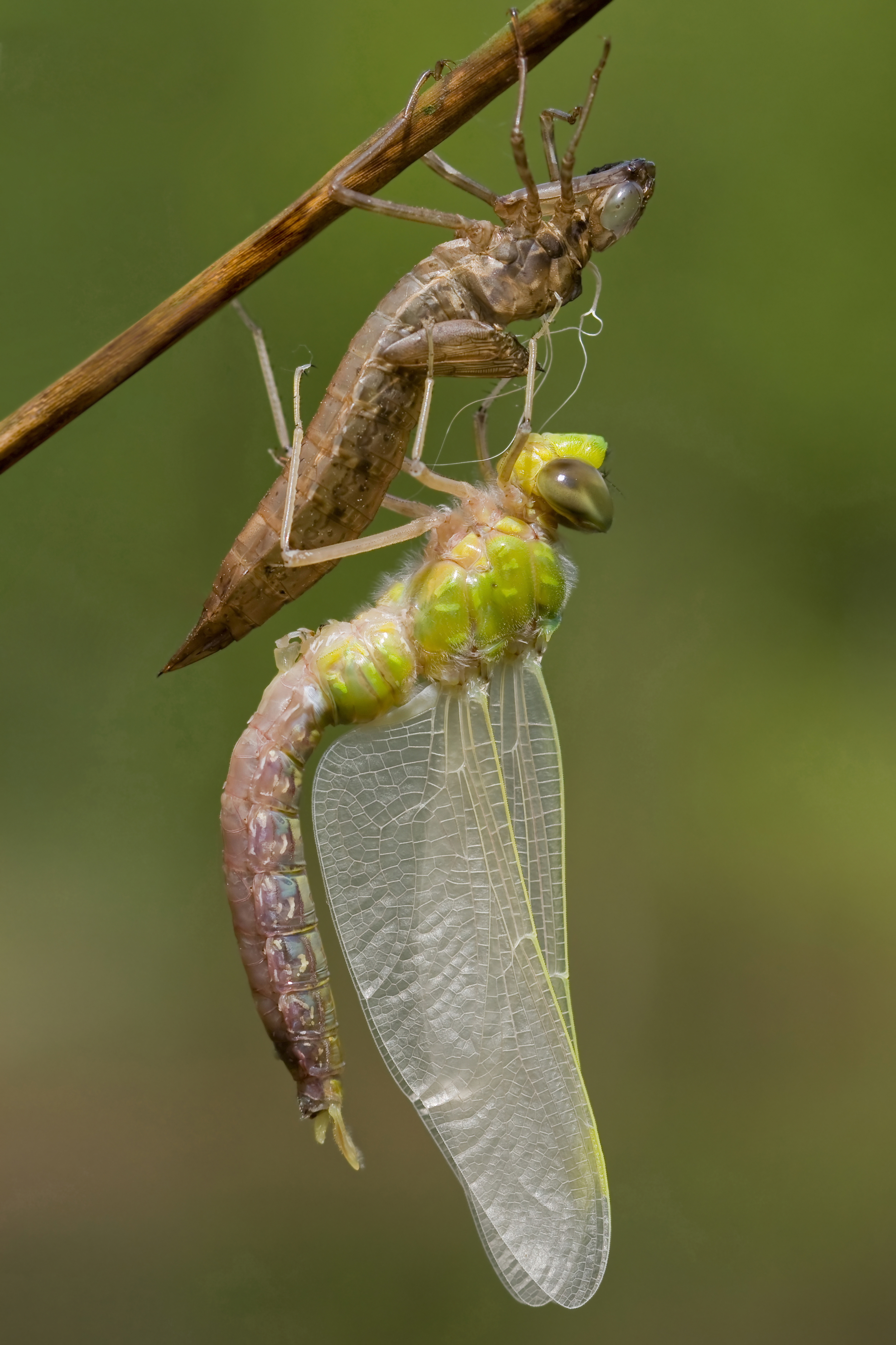
Émergence d'une anax empereur (Anax imperator)

Il est un patient observateur et il décrira, pour la première fois, une émergence massive d'anax empereur (Anax imperator). Encore dans la pénombre, il parcourra le chemin jusqu'à l'étang. Il nota : « en braquant ma torche en bordure du plan d'eau, je remarque les branches et les troncs des arbres qui sont ornés de libellules immobiles, chacune avec ses ailes scintillantes repliées sur le dos ». Il ajouta : «une heure avant le lever du soleil, ils ont commencé simultanément à vibrer leurs ailes avec un son vrombissant et mystérieux. L'air semblait être rempli de libellules fantomatiques, s'envolant dans le brouillard.»
Dans le début des années 1950, Corbet commence à étudier le cycle de vie des libellules britanniques comme thèse de doctorat à l'Université de Cambridge. À cette époque, les connaissances à leur sujet étaient encore bien fragmentaires. Il décide donc de jumeler ses observations sur le terrain avec des expériences en laboratoire. Il publie sa thèse de doctorat en 1953 et démontre que les libellules britanniques peuvent être divisées en deux groupes. Le premier comprend des libellules qui terminent leur croissance larvaire en automne et émergent au même moment lors de l'été. Le deuxième groupe hiverne à l'été de larves de différents stades de croissance et les adultes émergent à différents moments durant la saison estivale.
En 1960, Corbet participe à l'écriture du livre britannique Dragonflies, publié par la maison d'édition Colins New Naturalist. Norman Moore est l'auteur principal et on retrouve également la participation de Cynthia Longfield. C'est l'un des premiers ouvrages à fournir une étude approfondie sur l'écologie des odonates. Une réimpression de ce classique littéraire a été réalisée en 1985.
Lors de ses voyages en Afrique et en Grande-Bretagne, Corbet réalise plusieurs travaux, inventaires faunistiques et observations sur le terrain. En 1963, il publie un livre sur la biologie des odonates intitulé A Biology of Dragonflies. Avec cet ouvrage, la réputation du scientifique n'est plus à faire. Il devient l'une des autorités mondiales sur le groupe des odonates.
En 1999, le livre A biology of Dragonflies est réédité. La nouvelle édition est très complète et on y retrouve plus de 4000 références. Ce nouveau livre est considéré comme l'une des monographies les plus entières sur l'ordre des odonates.
Peu de temps avant sa mort, Corbet réalise un nouveau livre, Dragonflies, qu'il coécrit avec Stephen Brooks. Il décèdera pendant la réalisation du projet en 2008, à l'âge de 78 ans.

#### Moustiques

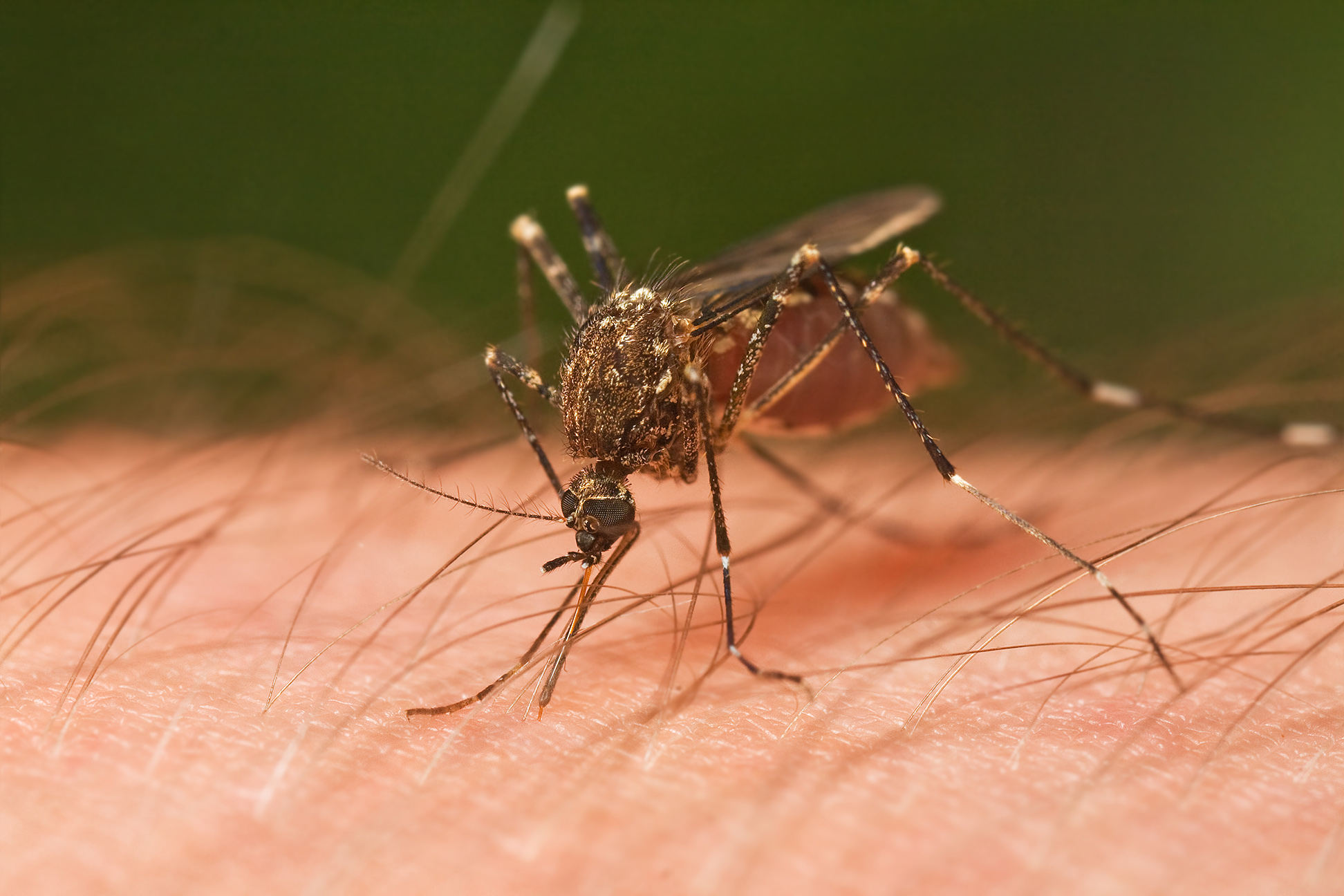
Moustique en Tasmanie.

Tout au long de sa carrière, Corbet travaille beaucoup sur ce groupe d'insectes piqueurs et réalise plusieurs travaux à leur sujet. Parmi ses études, il explorera leur biologie,, leur écologie, leurs habitudes de ponte,, leur impact sur la santé humaine, l'utilisation de libellule comme moyen de lutte, et d'autres aspects scientifiques sur l'insecte. Son objectif était de mieux comprendre leur cycle de vie pour élaborer une meilleure stratégie de lutte.